# Mitsubishi Corporation
Mitsubishi Corporation (三菱商事株式会社, Mitsubishi Shōji Kabushiki Kaisha, TSE : 8058) est la plus grande maison commerciale du Japon (sōgō shōsha), elle fait partie du conglomérat Mitsubishi et lui sert d'organe de financement. Mitsubishi Corporation emploie plus de 50 000 personnes et entre dans la composition de l'indice boursier TOPIX 100.

## Histoire
En octobre 2014, Mitsubishi Corporation acquiert 90 % de l'entreprise norvégienne de saumon d'élevage Cermaq pour 1,4 milliard de dollars.
En septembre 2016, Mitsubishi Corporation annonce augmenter sa participation dans Lawson de 33 % à 50 % pour environ 1,4 milliard de dollars.
En février 2019, Mitsubishi Corporation annonce l'acquisition d'une participation de 20 % dans OVO Energy, un distributeur britannique d'électricité, pour 200 millions de livres.
En août 2020, la holding Berkshire Hathaway dirigée par Warren Buffet investit dans un peu plus de 5 % de la société, ainsi que dans ses quatre principales concurrentes.

## Controverses

### Pêche intensive du thon rouge
En 2009, un article du journal anglais The Independant révèle que Mitsubishi Corporation importe et congèle des milliers de tonnes de thon rouge pêché en Europe et en Méditerranée malgré le fort risque d'extinction de l'espèce. Selon Paul Watson, fondateur de l'ONG environnementale Sea Shepherd, l'entreprise pourrait alimenter le marché pendant 15 à 20 ans avec ses stocks et laisser le temps à l'espèce de se régénérer, mais elle refuse d'arrêter la pêche car la rareté croissante du thon rouge lui permet de réaliser de très grosses plus values.
En 2019, Kiyoshi Kimura, propriétaire de la chaine de restaurants Sushi Zanmai, a acheté un thon rouge de 278kg pour 3,1 millions de dollars.